# IC 4931
IC 4931 — галактика типу E (еліптична галактика) у сузір'ї Стрілець.
Цей об'єкт міститься в оригінальній редакції індексного каталогу.